# Ра-мосе
Ра-мосе или Рамос (егип. R'-ms — «Ра рождён») — древнеегипетский сановник амарнского периода (Эхнатон, Сменхкара, Тутанхамон, Эйе), визирь при Аменхотепе III и Эхнатоне, князь и номарх IV (Фиванского) нома Верхнего Египта.
Сведения о Ра-мосе сохранились в его гробнице TT55 в Фивах, на кувшине Аменхотепа III во дворце Малкаты, на плите из Мемфиса, датированной 3-м годом правления Эйе.

## Происхождение
Ра-мосе родился в начале царствования фараона Аменхотепа III в знатной семье главы Мемфиса Хеби и его жены Апуйе. Этот период отмечен наивысшим расцветом культуры и благосостояния Египта. Брат Ра-мосе также занимал высокий пост визиря. Его назвали по моде того времени и в угоду правителя Аменхотепом, домашним именем же было Хуи. В эту эпоху позицию главного визиря делили на две - для Верхнего и Нижнего Египта. Поэтому братья изображены в храме Солеб рядом. Неизвестно, кто к какой части Египта относился.

## Титулы и карьера
Ра-мосе занимал должности и носил титулы: «Повелитель, правый голосом, писец царя исправный, любимый им, носитель опахала справа от царя, распорядитель лошадей владыки обеих царств, распорядитель обеих житниц Верхнего и Нижнего Египта, управляющий хозяйством храма Атона, первый жрец Амона в… (место не установлено), жрец богини Маат».
Несмотря на произошедшую религиозную реформу Эхнатона, в результате которой по всей стране был установлен единый солярный культ Атона, Ра-мосе не изменил своё имя (подобно фараону) и продолжал поддерживать наравне с Атоном культы старых богов. В своей гробнице Ра-мосе изображён подносящим дары царю от богов Амон-Ра, Мут и Хонсу.

## Фиванская гробница
Гробница Ра-мосе TT55 в Долине знати находится на фиванском некрополе Шейх Абд эль-Курна, на западном берегу Нила, напротив Луксора. Она открыта в 1879 году. Часть её настенных изображений выполнена в амарнском стиле (удлинённые головы у фигур, некоторая деформация тел, гибкие, плавные движения), другая — в классическом. Эта усыпальница задумывалась в виде небольшого храма с двумя рядами колонн, часовней и погребальной камерой, в которую ведёт коридор из первого зала. Настенные рельефы содержат изображения самого Рамосе в окружении семьи, присутствующих при совершении погребальных ритуалов и обрядов (омовение, воскурение благовоний, подношения жертвенных даров). Южная стена гробницы содержит единственную цветную роспись, на которой изображена погребальная процессия с плакальщицами, простирающими руки к небесам и в отчаянии рвущими на себе волосы. На западной стене рельефы остались незаконченными. На этих набросках угадывается сцена награждения Ра-мосе царствующей парой — Эхнатоном и Нефертити, обласканными человекорукими лучами солнечного диска Атона.